# Champ gravitationnel
En physique classique, le champ gravitationnel ou champ de gravitation est le champ spatial qui accompagne la présence d'une masse exerçant son influence gravitationnelle sur tout autre corps présent dans cet espace. L'introduction de cette grandeur permet de s'affranchir du problème de la médiation de l'action à distance apparaissant dans l'expression de la force de gravitation universelle.
Il est possible de montrer que le champ gravitationnel {\displaystyle {\vec {\mathcal {G}}}({\vec {r}})} créé en un point quelconque par un corps ponctuel dérive d'un potentiel scalaire newtonien noté {\displaystyle \Phi ({\vec {r}})} en {\displaystyle 1/r}, analogue au potentiel électrostatique. En fait, il existe une analogie formelle entre champ électrostatique et champ gravitationnel, et leurs potentiels scalaires respectifs.
La théorie de la relativité générale interprète le champ gravitationnel comme une modification de la métrique de l'espace-temps. À la limite, les équations de champ d'Einstein se ramènent à celles du champ gravitationnel classique qui sera seul considéré dans le présent article. L'approximation newtonienne est valable pour des corps dont les vitesses sont faibles devant celle de la lumière dans le vide {\displaystyle c}, et si le potentiel gravitationnel {\displaystyle \Phi } qu'ils créent est tel que {\displaystyle {\frac {\Phi }{c^{2}}}\ll 1}.

## Champ et potentiel gravitationnels d'une masse ponctuelle

### Aspects historiques: loi universelle de la gravitation

Illustration de la loi de gravitation de Newton.

La loi universelle de la gravitation, mise en évidence par Newton en 1687, exprime la force exercée par un corps ponctuel de masse {\displaystyle M} placé en un point choisi comme origine sur un autre corps ponctuel de masse {\displaystyle m} placé au point {\displaystyle P} tel que {\displaystyle {\vec {r}}={\overrightarrow {OP}}=r{\vec {e}}_{r}}  vaut :
{\displaystyle {\vec {F}}=-G{\frac {Mm}{r^{2}}}{\vec {e}}_{r}},
où G est la constante gravitationnelle :
{\displaystyle G\ =\ 6,674\ 08(31)\times 10^{-11}\ {\mbox{m}}^{3}\ {\mbox{kg}}^{-1}\ {\mbox{s}}^{-2}}.
L'interprétation classique de cette formule est que le corps à l'origine exerce sur le corps en P une force à distance attractive, proportionnelle aux masses des deux corps (en toute rigueur, à leurs masses graves), inversement proportionnelle au carré de leur distance, et dirigée selon la direction de la droite joignant ces deux points. La mise en évidence de cette loi a eu un grand retentissement: en particulier, elle permettait de démontrer les lois de Kepler établies de façon empirique quelques décennies auparavant.
Jusqu'au XXe siècle, la gravitation newtonienne avait l'incontournable qualité de fournir les résultats théoriques les plus conformes à l'expérience et à l'observation. Toutefois, elle fut jugée insatisfaisante sur plusieurs points par Newton lui-même : la force de gravitation agit à distance au travers du vide, et elle agit instantanément.
Ainsi, dans une lettre de 1692 à Richard Bentley, Newton indique : « Que la gravité soit innée, inhérente et essentielle à la matière, en sorte qu'un corps puisse agir sur un autre à distance au travers du vide, sans médiation d'autre chose, par quoi et à travers quoi leur action et force puissent être communiquées de l'un à l'autre est pour moi une absurdité dont je crois qu'aucun homme, ayant la faculté de raisonner de façon compétente dans les matières philosophiques, puisse jamais se rendre coupable »
Cette critique fut négligée par certains ou contournée par d'autres en utilisant une sorte d'éther mécanique, milieu incolore, impalpable et impondérable, transmettant instantanément la force d'attraction : idée introduite par Newton lui-même dans le Scholium général du livre III des Principia. Mais cet éther est toujours resté une hypothèse passive, n'intervenant pas dans les calculs, ayant le statut d'hypothèse rassurante quant à la cohérence de cette théorie.
Par suite, parler d'action "à distance" soulève de graves difficultés conceptuelles: comment le corps à l'origine « sait » qu'un autre corps de masse m se trouve en P pour "pouvoir" exercer sur lui la force {\displaystyle {\vec {F}}} ? Cette question du caractère « non local » de la force de gravitation peut cependant être résolue en adoptant un autre point de vue. L'expression de la force {\displaystyle {\vec {F}}} peut en effet se réécrire sous la forme:
{\displaystyle {\vec {F}}=m\left(-{\frac {GM}{r^{2}}}{\vec {e}}_{r}\right)},
c'est-à-dire que le corps de masse M au point O modifie les propriétés locales de l'espace en créant en chaque point un champ gravitationnel {\displaystyle {\vec {\mathcal {G}}}({\vec {r}})=-{\frac {GM}{r^{2}}}{\vec {e}}_{r}} que « ressent » la masse « d'épreuve » m, qui subit alors la force {\displaystyle {\vec {F}}=m{\vec {\mathcal {G}}}({\vec {r}})}.
Le champ ou champ de force de la gravitation apparaît ainsi comme une propriété de l'espace due à la masse d'un corps. Une autre masse entrant en contact avec ce champ est soumise à une influence, une force, due au champ. Ainsi, l'influence gravitationnelle n'est pas, dans ce cadre, créée et transportée instantanément d'un corps à l'autre, mais est déjà présente dans tout l'espace sous la forme du champ et à son contact un corps voit sa dynamique modifiée.
Dans le cas de la force gravitationnelle, ainsi que pour la force électrostatique, où il sera aussi adopté, ce point de vue n'apparaît que comme une "astuce" mathématique. C'est ultérieurement, à partir de la première moitié du XIXe siècle que le concept de champ s'est réellement développée, notamment sous l'impulsion de Michael Faraday, pour décrire la force exercée par le champ magnétique, qui ne s'exerce pas selon la direction de celui-ci, contrairement au cas de la force de gravitation. Cette notion s'est avérée par la suite très féconde et le champ est devenu un objet physique à part entière. Ce concept s'avéra ainsi indispensable dans les développements ultérieurs de la physique, notamment pour l'électromagnétisme, puis, plus tard, pour la modélisation de la gravitation par Einstein.
Ceci étant, si dans le domaine de l'électromagnétisme la notion de champ se révéla particulièrement pertinente par la suite, le champ électromagnétique transportant de l'énergie et de la quantité de mouvement issus du corps qui l'émet, à l'instar des corps physiques "ordinaires", le champ gravitationnel classique n'apporta pas les mêmes satisfactions. Il a notamment hérité de la propriété d'être instantanément modifié par le corps qui le crée, et l'éther n'en resta pas moins le support hypothétique du champ. Ces difficultés ne seront pleinement résolues que par la théorie de la relativité générale.

### Champ et potentiel gravitationnel

#### Grandeur physique
Le champ gravitationnel se manifeste en chaque point de l'espace par un vecteur, la force que subit une masse placée en ce point :
{\displaystyle {\vec {F}}=m{\vec {\mathcal {G}}}({\vec {r}})}
La force étant de dimension M·L·T −2 et la masse de dimension M, le champ gravitationnel a pour dimensions L·T −2 et s'exprime donc en m⋅s−2 dans le Système international d'unités (SI), c'est-à-dire comme une accélération.
Il est possible de dériver le champ gravitationnel d'un potentiel, tel que {\displaystyle {\vec {\mathcal {G}}}=-{\overrightarrow {\mathrm {\nabla } }}\Phi }, qui est par définition le potentiel gravitationnel. L'opérateur nabla ayant pour dimension propre des L −1, le potentiel gravitationnel a lui pour dimensions L 2·T −2 et est donc homogène au carré d'une vitesse: il s'exprime en m2⋅s−2 en unités SI.
Il est parfois utile dans les équations aux dimensions de faire la différence entre masse grave et masse inerte. On peut noter ici que la dimension de masse que comporte la force est celle d'une masse inerte, tandis que le poids qui se manifeste dans un champ gravitationnel correspond à une masse grave ; le champ gravitationnel est donc en toute rigueur de dimension (Mi.Mg−1).L·T −2, et le potentiel gravitationnel est de dimension (Mi.Mg−1).L 2·T −2
Il convient de souligner que le potentiel gravitationnel {\displaystyle \Phi ({\vec {r}})\!} est un intermédiaire de calcul dont dérive le champ gravitationnel. Le potentiel gravitationnel n'est défini qu'à une constante additive près, comme c'est le cas de tous les champs de gradient. Cette constante est choisie généralement de telle sorte que le potentiel soit nul à l'infini, ce qui correspond à l'idée physique que l'influence du corps est nulle à l'infini. Le choix est identique pour la définition de l'énergie potentielle de gravitation.

#### Cas d'un corps ponctuel
Un corps ponctuel de masse M génère le champ gravitationnel {\displaystyle {\vec {\mathcal {G}}}({\vec {r}})=-{\frac {GM}{r^{2}}}{\vec {e}}_{r}}, purement radial, et ne dépendant que de la distance r à la masse. Il est évident que ce champ dérive d'un potentiel scalaire {\displaystyle \Phi ({\vec {r}})=-{\frac {GM}{r}}}. Ce champ et son potentiel associé sont souvent qualifiés de newtonien. L'expression précédente du champ gravitationnel en fonction du potentiel doit être considérée comme la forme "locale" de la loi de la gravitation universelle de Newton.
L'énergie potentielle gravitationnelle et la force subie par une masse ponctuelle m en présence de ce champ de gravitation s'expriment respectivement sous la forme :
{\displaystyle E_{p}=m.\Phi ({\vec {r}})=-{\frac {G.M.m}{r}}},
{\displaystyle {\overrightarrow {F}}({\vec {r}})=-m{\overrightarrow {\nabla }}\Phi (r)=-{\frac {G.M.m}{r^{2}}}\cdot {\overrightarrow {e}}_{r}}.
Les expressions du champ et du potentiel gravitationnel pour un corps ponctuel présentent l'inconvénient de diverger à l'origine, ce qui est non physique. Cette difficulté, qui se retrouve également en électrostatique pour les charges ponctuelles, est due à la modélisation. La notion de corps ponctuel n'est valable qu'à des distances grandes devant les dimensions du corps considéré: aucun corps physique ne peut être considéré comme ponctuel dans le domaine microscopique. Ceci est particulièrement vrai dans l'étude du champ gravitationnel, qui n'est appréciable en pratique que pour des corps célestes comme des astéroïdes, des planètes, des étoiles... Dès lors qu'à courte distance, il est tenu compte de la forme et de la distribution des masses au sein du corps, les divergences des expressions précédentes disparaissent.

#### Forme intégrale des équations du champ et du potentiel gravitationnels
Dans le cas de corps non ponctuels, il est possible d'exprimer les potentiels et champ gravitationnels à partir du principe de superposition: le corps non ponctuel est divisé en « parties » considérées comme ponctuelles, qui chacune crée un potentiel gravitationnel, et donc un champ, en un point donné de l'espace, le potentiel et le champ « complets » étant égaux à la somme des potentiels et champs créés par les diverses « parties » du corps.

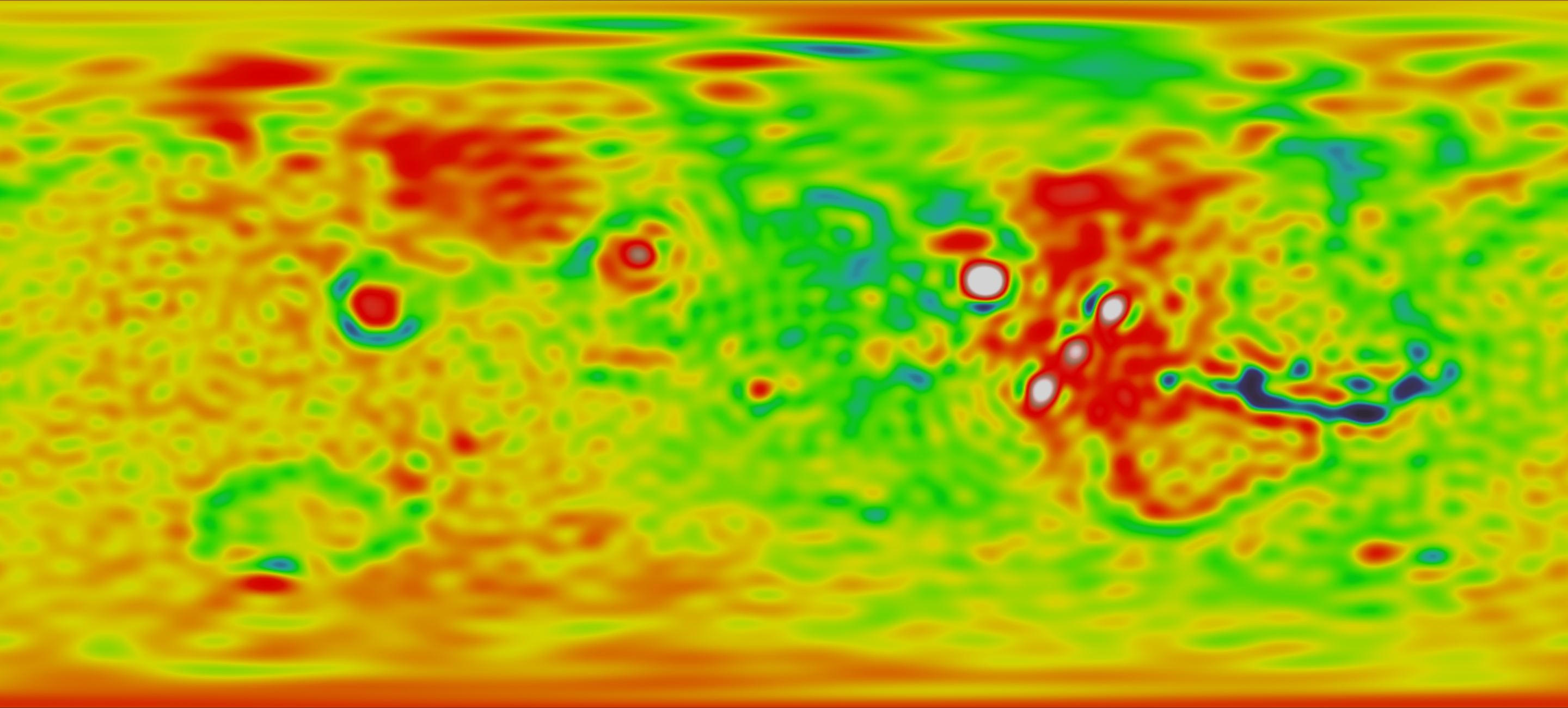
Topographie du champ gravitationnel de la planète Mars, obtenue par les mesures réalisées par la mission Mars Global Surveyor de la NASA. Les zones en rouge et blanc sont celle où le champ est le plus fort, celles en bleu et vert là où il est le plus faible.

Sur le plan mathématique deux approches sont adoptées :
- une description discrète: le corps de masse M est considéré comme constitué d'un grand nombre de points matériels Mi de masses mi, repérés par les vecteurs position {\displaystyle {\vec {r}}_{i}} par rapport à une origine donnée {\displaystyle O} ({\displaystyle {\vec {r}}_{i}={\overrightarrow {OM_{i}}}}), et tels que {\displaystyle M=\sum _{i}m_{i}}. Le potentiel et le champ totaux créés en {\displaystyle {\vec {r}}={\overrightarrow {OP}}} sont alors donnés par :

{\displaystyle \Phi ({\vec {r}})=\sum _{i}-{\frac {Gm_{i}}{\|{\vec {r}}-{\vec {r}}_{i}\|}}},
{\displaystyle {\vec {\mathcal {G}}}({\vec {r}})=\sum _{i}-{\frac {Gm_{i}({\vec {r}}-{\vec {r}}_{i})}{\|{\vec {r}}-{\vec {r}}_{i}\|^{3}}}=-{\overrightarrow {\mathrm {grad} }}\,\Phi }.
- une description continue: le corps non ponctuel est alors assimilé à un domaine continu (V) de l'espace. Au voisinage d'un point quelconque M'  repéré par {\displaystyle {\vec {r}}'={\overrightarrow {OM}}\,'} il est possible de considérer un petit volume {\displaystyle \delta V'} de masse {\displaystyle \delta m'} pouvant être considéré comme ponctuel. En passant à la limite {\displaystyle \delta V'\rightarrow 0} il devient possible de définir en tout point de (V) un champ scalaire {\displaystyle \rho ({\vec {r}}\,')=\lim _{\delta V'\to 0}{\frac {\delta m'}{\delta V'}}} appelé masse volumique, la masse totale du corps étant alors donnée par {\displaystyle \iiint _{(V)}\rho ({\vec {r}}\,')\,dV'}. Chaque élément de volume infinitésimal {\displaystyle dV'} de masse {\displaystyle dm'=\rho ({\vec {r}}\,')\,dV'} peut être considéré comme générant alors le potentiel "élémentaire" {\displaystyle -{\frac {Gdm'}{\|{\vec {r}}-{\vec {r}}\,'\|}}=-{\frac {G\rho ({\vec {r}}\,')dV'}{\|{\vec {r}}-{\vec {r}}\,'\|}}}. Le potentiel et le champ totaux créés en {\displaystyle {\vec {r}}={\overrightarrow {OP}}} sont alors donnés par:

{\displaystyle \Phi ({\vec {r}})=\iiint _{(V)}-{\frac {G\rho ({\vec {r}}\,')dV'}{\|{\vec {r}}-{\vec {r}}\,'\|}}},
{\displaystyle {\vec {\mathcal {G}}}({\vec {r}})=\iiint _{(V)}-{\frac {G\rho ({\vec {r}}\,')\left({\vec {r}}-{\vec {r}}\,'\right)\,dV'}{\|{\vec {r}}-{\vec {r}}\,'\|^{3}}}}.
Ces expressions sont les formes intégrales du potentiel et du champ gravitationnel. Elles permettent en théorie de calculer ces derniers pour une distribution arbitraire de masse, elles ne sont cependant guère pratiques, et il est utile de déterminer des équations locales pour le champ de gravitation.

#### Distinction entre champ gravitationnel et champ de pesanteur
Au voisinage de la Terre ou d'une autre planète, il est possible d'introduire la notion de champ de pesanteur (ou tout simplement pesanteur), noté {\displaystyle {\vec {g}}}. Ce champ ne se confond pas avec le champ gravitationnel créé par l'astre, même si celui-ci en constitue la partie prépondérante. Le poids d'un corps de masse m, considéré comme de faibles dimensions par rapport à la Terre ou l'astre considéré, est donné par la relation {\displaystyle {\vec {P}}=m{\vec {g}}}. Le champ de pesanteur a les mêmes unités que le champ gravitationnel, c'est-à-dire celle d'une accélération. À la surface de la Terre, sa valeur est de l'ordre de 9,81 m s−2.
Le champ de pesanteur est défini en fait à partir du poids, celui-ci pouvant se définir comme l'opposé de la force qui permet de maintenir en équilibre un corps de masse m dans le référentiel terrestre. Ainsi si un corps suspendu à un ressort est au repos dans le référentiel terrestre, le poids est égal à l'opposé de la tension du ressort.
La différence entre pesanteur et champ de gravitation provient du caractère non galiléen du référentiel où s'exerce le champ de gravitation : ainsi en plus de la gravitation, il faut tenir compte d'une part du caractère accéléré de celui-ci par rapport au référentiel de Kepler, considéré lui comme galiléen, et donc de la force d'inertie d'entraînement. Tout calcul fait, le champ de pesanteur en un point M au voisinage de la Terre, dont la projection sur l'axe de rotation est notée H est donné par:
{\displaystyle {\vec {g}}(M)={\vec {\mathcal {G}}}_{T}(M)+\Omega ^{2}.{\overrightarrow {HM}}+\left({\vec {\mathcal {G}}}_{a}(M)-{\vec {\mathcal {G}}}_{a}(T)\right)},
expression dans laquelle apparaissent trois termes:
- Le champ gravitationnel {\displaystyle {\vec {\mathcal {G}}}_{T}(M)} créé par la Terre (ou l'astre) au point M, qui représente plus de 99 % de la pesanteur.
- Un terme dit axifuge, soit {\displaystyle \Omega ^{2}.{\overrightarrow {HM}}}, où {\displaystyle \Omega } est la fréquence angulaire de rotation de la Terre, qui correspond à l'accélération d'entrainement due à la rotation de la Terre, par rapport au référentiel géocentrique. Ce terme représente l'essentiel de la différence avec le champ gravitationnel. Cette contribution est nulle aux pôles et maximale à l'équateur, où elle atteint -0,3 %.
- Un terme différentiel, soit {\displaystyle \left({\vec {\mathcal {G}}}_{a}(M)-{\vec {\mathcal {G}}}_{a}(T)\right)}, où {\displaystyle {\vec {\mathcal {G}}}_{a}(M)} et {\displaystyle {\vec {\mathcal {G}}}_{a}(T)} représentent les champs gravitationnels causés par les autres astres respectivement en M et au centre, noté T, de la Terre. Ce terme est dit de marée, est lié à l'accélération d'entrainement du référentiel géocentrique par rapport au référentiel de Kepler. Ce terme est souvent négligeable dans la plupart des applications, car plus de 107 fois plus faible que le champ gravitationnel terrestre[10]. Pour la Terre, seuls le Soleil et la Lune contribuent de façon appréciables à ce terme.

La direction du champ de pesanteur {\displaystyle {\vec {g}}} en un point de la surface de la Terre est par définition la verticale du lieu. Du fait du terme axifuge, dépendant de la latitude du lieu, cette direction ne se confond pas exactement avec celle du centre de la Terre, même en supposant celle-ci comme une distribution parfaitement sphérique de masse. Localement, le champ de pesanteur peut être considéré comme uniforme. La mesure du champ de pesanteur (gravimétrie) a une importance considérable en géophysique.

## Équations locales du champ de gravitation

### Mise en évidence
Comme {\displaystyle {\vec {\mathcal {G}}}({\vec {r}})} est un champ de gradient, son rotationnel est nul: {\displaystyle {\overrightarrow {\mathrm {rot} }}\;{\vec {\mathcal {G}}}={\vec {0}}}, ce qui correspond à la première équation locale du champ de gravitation.

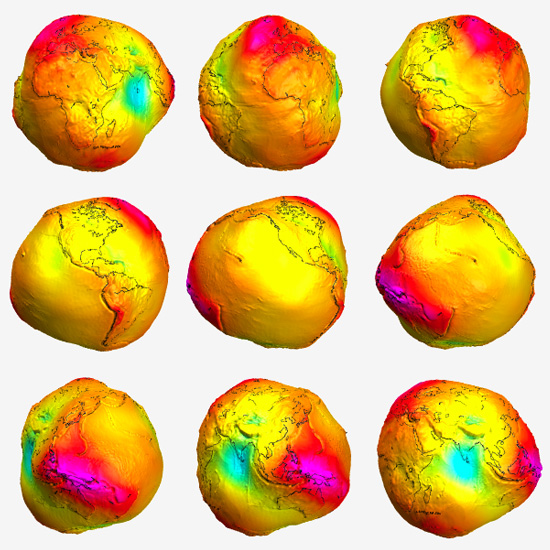
Représentation des variations du champ de gravitation terrestre, d'après les données de la mission satellite GRACE. Les zones en rouge et pourpre sont celles où le champ est le plus fort, celles en bleu-vert où il est le plus faible. Les proportions ont été fortement exagérées pour la visualisation: en réalité, les plus fortes variations sont de l'ordre de ±0,0070 % par rapport à la valeur moyenne du champ.

Par ailleurs, dans la forme intégrale précédente du potentiel gravitationnel créé par une distribution quelconque de masse le terme {\displaystyle -{\frac {1}{\|{\vec {r}}-{\vec {r}}\,'\|}}} qui apparaît dans l'intégrande est identique, à un facteur multiplicatif {\displaystyle {\frac {1}{4\pi }}} près, à la fonction de Green {\displaystyle {\mathfrak {G}}({\vec {r}},{\vec {r}}\,')} correspondant à la solution de l'équation de Laplace tridimensionnelle {\displaystyle \Delta \;{\mathfrak {G}}=\delta ({\vec {r}}-{\vec {r}}\,')}, où {\displaystyle \delta ({\vec {r}})} est la "fonction" delta de Dirac. Par suite le potentiel gravitationnel {\displaystyle \Phi ({\vec {r}})} créé par une distribution quelconque {\displaystyle \rho ({\vec {r}}\,')} de masse peut se mettre sous la forme:
{\displaystyle \Phi ({\vec {r}})=4\pi G\iiint _{(V)}\rho ({\vec {r}}\,')\;{\mathfrak {G}}({\vec {r}},{\vec {r}}\,')dV'},
ce qui correspond à l'expression générale en termes de la fonction de Green tridimensionnelle {\displaystyle {\mathfrak {G}}({\vec {r}},{\vec {r}}\,')} de la solution de l'équation de Poisson:
{\displaystyle \Delta \Phi =4\pi G\rho },
par suite compte tenu du fait que {\displaystyle \Delta \Phi =\mathrm {div} \left({\overrightarrow {\mathrm {grad} }}\;\Phi \right)=-\mathrm {div} \;{\vec {\mathcal {G}}}} il vient la seconde équation locale du champ de gravitation:
{\displaystyle \mathrm {div} \;{\vec {\mathcal {G}}}=-4\pi G\rho }.
Cette équation peut se mettre sous forme intégrale en considérant une surface fermée arbitraire (S) délimitant un domaine (D) de l'espace: il vient successivement, en intégrant membre à membre, et en utilisant pour transformer celui de gauche le théorème de Green-Ostrogradski:
{\displaystyle \iiint _{(D)}\mathrm {div} \;{\vec {\mathcal {G}}}\,dV=-4\pi G\iiint _{(D)}\rho ({\vec {r}})dV},
{\displaystyle \oint _{(S)}{\vec {\mathcal {G}}}\cdot {\vec {dS}}=-4\pi GM_{int}},
où {\displaystyle M_{int}} est la masse totale contenue dans le domaine (D). Ce résultat constitue le théorème de Gauss pour le champ gravitationnel. Comme son analogue en électrostatique, il permet de calculer aisément le champ gravitationnel généré par des distributions de symétrie particulière: le cas le plus important en pratique est celui où le corps possède une distribution de masses à symétrie sphérique.

### Cas d'une distribution à symétrie sphérique
Un corps de masse totale M possède une distribution à symétrie sphérique si la valeur de sa masse volumique ne dépend que la distance à son centre: {\displaystyle \rho ({\vec {r}}\,')=\rho (r')}, avec {\displaystyle r'=OM'}, M'  étant un point quelconque interne au corps. En d'autres termes, le corps est considéré comme constitué de couches sphériques concentriques, chacune de masse volumique constante. À la limite, le corps sphérique est dit homogène si {\displaystyle \rho =\mathrm {cte} }. Il est évident que la forme d'un tel corps est bien sphérique : toutefois la réciproque n'est pas vraie, un corps de forme sphérique pourrait très bien ne pas posséder une distribution sphérique de masse.
Dans ce cas, tout axe passant par O est axe de symétrie de la distribution et donc du champ gravitationnel résultant: il en découle que {\displaystyle {\vec {\mathcal {G}}}} est nécessairement radial et que sa valeur ne peut dépendre que de r: {\displaystyle {\vec {\mathcal {G}}}({\vec {r}})={\mathcal {G}}(r){\vec {e}}_{r}}. Par suite, il est possible de considérer une surface sphérique (S) centrée en O, de rayon r>R, il vient en appliquant le théorème de Gauss pour le champ gravitationnel :
{\displaystyle \oint _{(S)}{\mathcal {G}}(r)r^{2}\,d\Omega =-4\pi GM}, {\displaystyle d\Omega } désignant l'angle solide élémentaire et l'intégration portant sur la sphère unité, il vient:
{\displaystyle 4\pi r^{2}{\mathcal {G}}(r)=-4\pi GM} soit in fine pour le champ de gravitation : {\displaystyle {\vec {\mathcal {G}}}({\vec {r}})=-{\frac {GM}{r^{2}}}{\vec {e}}_{r}}, pour tout point situé hors de la distribution de masse (r>R).
Par suite, le champ gravitationnel créé à l'extérieur par tout corps à distribution de masse à symétrie sphérique, et donc la force de gravitation qui en découle, est équivalent à celui d'une masse ponctuelle égale à la masse totale du corps, et située en son centre. Ce résultat est parfois connu sous le nom de second théorème de Newton.
Ce résultat est très important en pratique : la plupart des corps céleste (planètes, étoiles...) sont au moins approximativement à symétrie sphérique, et donc leur potentiel de gravitation peut être calculé comme s'ils étaient ponctuels. Par ailleurs, les distances entre les corps célestes étant également très grande devant leurs dimensions propres, les écarts à la symétrie sphérique peuvent être déterminés en utilisant un développement à grande distance du potentiel : cf. plus bas, développement multipolaire.
Par ailleurs il est facile de montrer en utilisant le théorème de Gauss que le champ gravitationnel créé à l'intérieur d'une "coquille" de matière à distribution sphérique est nul. Ce résultat est parfois connu sous le nom de premier théorème de Newton. Physiquement il est assez évident: du fait de la symétrie sphérique, pour un point quelconque dans la coquille, deux éléments d'angle solide {\displaystyle \delta \Omega } situés pris de direction opposée génèrent des contributions au champ gravitationnel interne de mêmes intensités mais de directions opposées, donc au total une contribution nulle. En étendant ce raisonnement à l'ensemble de la coquille sphérique, il est clair que le champ total interne est nul.

### Analogie avec l'électrostatique
Les équations locales du champ de gravitation {\displaystyle {\vec {\mathcal {G}}}} :
{\displaystyle {\begin{cases}{\overrightarrow {\mathrm {rot} }}\;{\vec {\mathcal {G}}}={\vec {0}};\\\mathrm {div} \;{\vec {\mathcal {G}}}=-4\pi G\rho ({\vec {r}})\end{cases}}},
sont de même forme que celle pour le champ électrostatique {\displaystyle {\vec {E}}} (dans le cas où le champ magnétique est constant) :
{\displaystyle {\begin{cases}{\overrightarrow {\mathrm {rot} }}\;{\vec {E}}={\vec {0}};\\\mathrm {div} \;{\vec {E}}={\frac {\mu ({\vec {r}})}{\epsilon _{0}}}\end{cases}}},
la masse volumique {\displaystyle \rho ({\vec {r}})} étant remplacé par la distribution volumique de charge {\displaystyle \mu ({\vec {r}})} et {\displaystyle {\tfrac {1}{\epsilon _{0}}}\leftrightarrow -4\pi G}.
Ainsi, la plupart des résultats établis en électrostatique, en premier lieu le théorème de Gauss, se retrouvent dans l'étude du champ de gravitation (supposé lui aussi indépendant de la variable temporelle).

### Potentiel et champ à grande distance: développement multipolaire
Les formes intégrales précédentes du potentiel et du champ gravitationnels ne sont généralement pas facilement utilisables directement, du fait de la complexité des calculs. Il est cependant possible d'exprimer le potentiel gravitationnel créé à l'extérieur de la distribution sous la forme d'une somme de termes d'ordre croissant du paramètre sans dimension {\displaystyle x'={\frac {r'}{r}}}. Cette somme est appelée le développement multipolaire du champ gravitationnel.

#### Expression générale du développement multipolaire pour le potentiel gravitationnel
Dans l'expression intégrale du potentiel gravitationnel:
{\displaystyle \Phi ({\vec {r}})=\iiint _{(V)}-{\frac {G\rho ({\vec {r}}\,')dV'}{\|{\vec {r}}-{\vec {r}}\,'\|}}},
il est possible de réécrire le terme en {\displaystyle {\frac {1}{\|{\vec {r}}-{\vec {r}}\,'\|}}} sous la forme:
{\displaystyle {\frac {1}{\|{\vec {r}}-{\vec {r}}\,'\|}}={\frac {1}{\left(r^{2}+r\,'^{2}-2{\vec {r}}\cdot {\vec {r}}\,'\right)^{1/2}}}={\frac {1}{r}}{\frac {1}{\left(1+x\,'^{2}-2x\,'\cos \theta '\right)^{1/2}}}}, où {\displaystyle x'={\frac {r\,'}{r}}} et {\displaystyle \theta '} est l'angle entre {\displaystyle {\vec {r}}\,'} et {\displaystyle {\vec {r}}}.
Dans le cas où le point P, où le potentiel est exprimé, est situé en dehors de la distribution, {\displaystyle x\,'<1} et la racine carrée au dénominateur n'est autre que la fonction génératrice des polynômes de Legendre, par suite il vient:
{\displaystyle {\frac {1}{\|{\vec {r}}-{\vec {r}}\,'\|}}={\frac {1}{r}}\sum _{k=0}^{+\infty }\left({\frac {r\,'}{r}}\right)^{k}P_{k}\left(\cos \theta \,'\right)},
et par suite le potentiel gravitationnel {\displaystyle \Phi ({\vec {r}})} s'écrit sous la forme du développement suivant, dit multipolaire:
{\displaystyle \Phi ({\vec {r}})={\frac {-G}{r}}\left(\sum _{k=0}^{+\infty }{\frac {1}{r^{k}}}\left[\iiint _{(V)}\rho ({\vec {r}}\,')r\,'^{k}P_{k}(\cos \theta \,')\,dV\,'\right]\right)},
soit encore en isolant le terme d'ordre 0 en k :
{\displaystyle \Phi ({\vec {r}})={\frac {-GM}{r}}-G\sum _{k=1}^{+\infty }{\frac {\iiint _{(V)}\rho ({\vec {r}}\,')r\,'^{k}P_{k}(\cos \theta \,')\,dV\,'}{r^{k+1}}}={\frac {-GM}{r}}-G\sum _{k=1}^{\infty }\phi ^{(k)}({\vec {r}})},
où il a été tenu compte du fait que {\displaystyle \iiint _{(V)}\rho ({\vec {r}}\,')\,dV'=M}, masse totale de la distribution, et il a été posé:
{\displaystyle \phi ^{(k)}({\vec {r}})={\frac {\iiint _{(V)}\rho ({\vec {r}}\,')r\,'^{k}P_{k}(\cos \theta \,')\,dV\,'}{r^{k+1}}}}
Le premier terme n'est autre que le potentiel créé par un corps ponctuel en l'origine, ou encore par une distribution de masse à symétrie sphérique centrée en celle-ci: il est appelé terme polaire. Il est important de souligner que contrairement au cas de l'électrostatique, ce terme n'est jamais nul pour une distribution de masse, aussi joue-t-il un rôle prépondérant dans tous les cas.
Par ailleurs, dans le cas où la distribution est à symétrie sphérique tous les autres termes sont nuls : en effet dans ce cas il est possible de décomposer l'intégrale dans chacun des termes en partie radiale (en r') et angulaire, et il vient compte tenu du fait que {\displaystyle P_{0}(\cos \theta \,')=1}:
{\displaystyle \iiint _{(V)}\rho (r\,')r\,'^{k}dV'=\int \rho '(r\,')r\,'^{k+2}\,dr\,'\int _{0}^{\pi }\sin \theta \,'P_{k}(\cos \theta \,')\,d\theta \,'\int _{0}^{2\pi }\,d\phi \,'},
or {\displaystyle \int _{0}^{\pi }P_{k}(\cos \theta \,')\,d\theta \,'=-\int _{0}^{\pi }P_{0}(\cos \theta \,')P_{k}(\cos \theta \,')\,d(\cos \theta \,')=\int _{-1}^{+1}P_{0}(x')P_{k}(x')dx'},
où il a été effectué le changement de variable {\displaystyle x'=\cos \theta \,'}.
Du fait de la propriété d'orthogonalité des polynômes de Legendre, {\displaystyle \int _{-1}^{+1}P_{0}(x')P_{k}(x')dx'=0} pour {\displaystyle k\geq 1}, par suite pour toute distribution à symétrie sphérique le développement se réduit au seul terme polaire.
Il en résulte que les termes suivants d'ordre {\displaystyle {\frac {1}{r^{k+1}}}} en r représentent "l'écart à la sphéricité" de la distribution. Pour k=1 il s'agit du terme dipolaire, pour k=2 du terme quadrupolaire, et de façon générale le terme d'ordre k est dit 2k-polaire.

#### Annulation du terme dipolaire
Contrairement à la situation rencontrée en électrostatique, le terme dipolaire peut toujours être rendu nul par un choix approprié de l'origine O. En effet compte tenu du fait que {\displaystyle P_{1}(\cos \theta \,')=\cos \theta \,'}, celui-ci se met sous la forme, :
{\displaystyle \phi ^{(1)}({\vec {r}})=\iiint _{(V)}{\frac {\rho ({\vec {r}}\,')r\,'\cos \theta \,'\,dV'}{r^{2}}}}.
Comme {\displaystyle r\,'\cos \theta \,'={\frac {{\vec {r}}\cdot {\vec {r}}\,'}{r}}} il vient:
{\displaystyle \phi ^{(1)}({\vec {r}})={\frac {\vec {r}}{r^{3}}}\cdot \left(\iiint _{(V)}\rho ({\vec {r}}\,'){\vec {r}}\,'\,dV'\right)},
or l'intégrale entre parenthèses correspond à la définition du centre de masse C de la distribution, avec:
{\displaystyle M{\overrightarrow {OC}}=\iiint _{(V)}\rho ({\vec {r}}\,'){\vec {r}}\,'\,dV'},
il suffit par suite de choisir pour origine ce centre de masse C, pour avoir {\displaystyle \phi ^{(1)}({\vec {r}})=0}.
Par suite le développement multipolaire du potentiel gravitationnel avec pour origine le centre de masse de la distribution se met sous la forme:
{\displaystyle \Phi ({\vec {r}}\,')={\frac {-GM}{r}}+\phi ^{(2)}({\vec {r}})+\phi ^{(3)}({\vec {r}})+...}
Il est intéressant de souligner qu'annuler le terme dipolaire par un simple choix d'origine n'est pas possible pour une distribution de charges électriques. En effet dans ce cas ρ peut être négatif ou positif, et alors il convient de distinguer deux "centres de charge": celui pour les charges positives et celui pour les charges négatives, qui en général ne coïncident pas. Il est donc impossible de choisir en général une origine particulière annulant le terme dipolaire électrique: celui-ci possède donc une importance significative contrairement au cas du champ gravitationnel.
En revanche du fait de la neutralité électrique générale de la matière, le terme polaire s'annule fréquemment et n'a donc pas la même importance que dans le cas du champ gravitationnel.

#### Développement à grande distance du potentiel gravitationnel - Moment quadrupolaire
Pour la plupart des corps célestes de masse suffisante la distribution de masse est pratiquement à symétrie sphérique. Par ailleurs les différents termes 2k-polaires décroissent rapidement avec k, et à grande distance (r ≫ r'  ) il est possible de ne conserver que le premier terme non nul, soit le terme quadrupolaire:
{\displaystyle \Phi ({\vec {r}})\approx {\frac {-GM}{r}}+\phi ^{(2)}({\vec {r}})+{\mathcal {O}}\left({\frac {1}{r^{4}}}\right)}.
Par suite le terme {\displaystyle \phi ^{(2)}({\vec {r}})} représente à grande distance l'écart à la sphéricité du potentiel gravitationnel créé par la distribution. Ce terme peut s'exprimer sous une forme faisant intervenir un tenseur symétrique d'ordre deux, le moment quadrupolaire de la distribution. Compte tenu de {\displaystyle P_{2}(\cos \theta \,')={\tfrac {1}{2}}(3\cos ^{2}\theta \,'-1)} et que {\displaystyle r\,'\cos \theta \,'={\tfrac {{\vec {r}}\cdot {\vec {r}}\,'}{r}}} le terme quadrupolaire peut s'écrire :
{\displaystyle \phi ^{(2)}({\vec {r}})={\frac {-G}{2r^{3}}}\iint _{(V)}\rho ({\vec {r}}\,')r\,'^{2}(3\cos ^{2}\theta \,'-1)dV'={\frac {-G}{2r^{5}}}\left(\iiint _{(V)}\rho ({\vec {r}}\,')\left[3({\vec {r}}\cdot {\vec {r}}\,')^{2}-r^{2}{\vec {r}}\,'^{2}\right]dV'\right)}
Pour faire apparaître le moment quadrupolaire il convient d'adopter la notation tensorielle pour les composantes cartésiennes {\displaystyle {\vec {r}}} et {\displaystyle {\vec {r}}\,'} en posant {\displaystyle {\vec {r}}=(x_{1},x_{2},x_{3})} et {\displaystyle {\vec {r}}\,'=(x_{1}',x_{2}',x_{3}')}. Par ailleurs, pour simplifier l'écriture il est possible d'utiliser la convention d'Einstein, où la sommation est sous-entendue sur les indices répétés, ainsi {\displaystyle {\vec {r}}\,'^{2}=\sum _{i=1}^{3}x_{i}'^{2}=x_{i}'x_{i}'}. L'expression entre crochets dans l'intégrande s'écrit alors :
{\displaystyle \left[3({\vec {r}}\cdot {\vec {r}}\,')^{2}-r^{2}{\vec {r}}\,'^{2}\right]=3(x_{i}x_{i}')(x_{j}x_{j}')-(x_{i}x_{i})(x_{j}'x_{j}')=3T_{ij}\,'x_{i}x_{j}-\delta _{ij}T_{ij}\,'x_{i}x_{j}},
où {\displaystyle T_{ij}\,'=x_{i}\,'x_{j}\,'} sont les composantes du produit tensoriel de {\displaystyle {\vec {r}}\,'} par lui-même et {\displaystyle \delta _{ij}} celles du tenseur de Kronecker défini par:
{\displaystyle \delta _{ij}={\begin{cases}1{\text{ si }}i=j\\0{\text{ si }}i\neq j\end{cases}}}.
Finalement, il vient:
{\displaystyle \phi ^{(2)}({\vec {r}})={\frac {-G{\vec {r}}\cdot \left({\bar {\bar {Q}}}{\vec {r}}\right)}{2r^{5}}}},
où {\displaystyle {\bar {\bar {Q}}}} est le tenseur symétrique d'ordre deux de composantes {\displaystyle Q_{ij}=\iiint _{(V)}\rho ({\vec {r}}\,')\left(3x_{i}'x_{j}'-\delta _{ij}x_{i}'^{2}\right)\,dV'}, appelé moment quadrupolaire de la distribution de masse.

#### Formule de MacCullagh
La valeur du moment quadrupolaire est liée à la distribution de la matière au sein du corps: par suite il existe une relation entre {\displaystyle {\bar {\bar {Q}}}} et le tenseur d'inertie {\displaystyle {\bar {\bar {I}}}} du corps, qui traduit également la géométrie des masses au sein du corps.
Le tenseur d'inertie a pour composantes {\displaystyle I_{ij}=\iiint _{(V)}\rho ({\vec {r}}\,')\left(\delta _{ij}x_{i}'^{2}-x_{i}'x_{j}'\right)\,dV'}, par suite il vient en comparant les deux expressions:
{\displaystyle Q_{ij}=I_{ii}\delta _{ij}-3I_{ij}}, {\displaystyle I_{ii}} désignant la trace du tenseur d'inertie, soit la somme de ces termes diagonaux,, soit encore sous forme intrinsèque {\displaystyle {\bar {\bar {Q}}}=\mathbf {Tr} ({\bar {\bar {I}}})-3{\bar {\bar {I}}}}, avec {\displaystyle \mathbf {Tr} ({\bar {\bar {I}}})} désignant la trace du tenseur d'inertie multiplié par la matrice unité.
Par suite le terme quadrupolaire s'écrit:
{\displaystyle \phi ^{(2)}({\vec {r}})={\frac {-G}{2r^{5}}}\left(r^{2}\;Tr({\bar {\bar {I}}})-3{\vec {r}}\cdot ({\bar {\bar {I}}}\,{\vec {r}}\right)},
or il est possible d'introduire le moment d'inertie de la distribution de masse par rapport à la direction de {\displaystyle {\vec {r}}}, donné par {\displaystyle I_{r}=\left({\frac {\vec {r}}{r}}\right)\cdot \left[{\bar {\bar {I}}}\left({\tfrac {\vec {r}}{r}}\right)\right]}, il vient alors la formule dite de MacCullagh:
Celle-ci peut aussi s'écrire en introduisant les moments principaux d'inertie du corps, notés {\displaystyle I_{1},I_{2},I_{3}}, soient les composantes de {\displaystyle {\bar {\bar {I}}}} dans la base où il est diagonal (donc où le moment quadrupolaire {\displaystyle {\bar {\bar {Q}}}} l'est aussi).
Dans ce cas {\displaystyle Tr({\bar {\bar {I}}})=I_{1}+I_{2}+I_{3}} et la formule précédente devient:
{\displaystyle \phi ^{(2)}({\vec {r}})={\frac {G}{2r^{3}}}\left[3I_{r}-(I_{1}+I_{2}+I_{3})\right]}.
Il convient de souligner que dans le cas d'un corps pour laquelle la distribution des masses est à symétrie sphérique, tout axe passant par le centre géométrique du corps est axe principal d'inertie et tous les moments principaux d'inertie sont égaux, ce qui annule le terme entre crochets, comme cela était attendu.
Finalement, le potentiel gravitationnel à grande distance d'un corps étendu (c.-à-d. non ponctuel) de masse M s'écrit, en prenant pour origine son centre de masse:

## Champ gravitationnel en relativité générale
Dans la théorie de la relativité générale le champ gravitationnel s'interprète comme une modification de la métrique de l'espace-temps sous l'influence de la matière et de l'énergie. Il s'obtient en résolvant l'équation d'Einstein,,,:
{\displaystyle \mathbf {G} ={\frac {8\pi G}{c^{4}}}\mathbf {T} .}

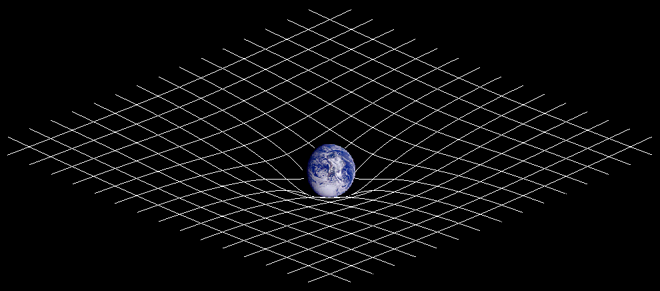
Illustration de la modification de la géométrie de l'espace-temps due à la présence d'un astre.

Où T est le tenseur énergie-impulsion, G le tenseur d'Einstein, et c la vitesse de la lumière dans le vide. Le tenseur énergie-impulsion décrit la distribution de matière et d'énergie dans l'espace-temps, tandis que le tenseur d'Einstein est lié à la courbure de cet espace. En effet celui-ci est lié au tenseur de Ricci {\displaystyle R_{\mu \nu }} et au tenseur métrique {\displaystyle g_{\mu \nu }} par la relation:
{\displaystyle G_{\mu \nu }=R_{\mu \nu }-{1 \over 2}Rg_{\mu \nu }},

Représentation de l'avance du périhélie due à la précession de l'orbite de Mercure (très exagérée).

R étant la courbure scalaire de l'espace-temps, laquelle est en fait la trace du tenseur de Ricci par rapport à la métrique. Le tenseur de Ricci, qui dépend lui-même de la métrique, est lié à la courbure de l'espace-temps par rapport à l'espace "plat" Euclidien. Malgré son aspect simple la résolution de l'équation d'Einstein est difficile dans le cas général, du fait notamment de son caractère non linéaire. Ainsi, et contrairement au cas du champ de gravitation newtonien classique, il n'est pas possible d'additionner les contributions des différentes parties pour obtenir le champ total. À la limite des champs faibles, les équations du champ gravitationnel se ramènent à celles du champ classique newtonien.
En pratique, les déviations dues à la prise en compte des effets relativistes sur le champ de gravitation sont faibles sauf pour les corps tels que les trous noirs ou les pulsars générant un champ particulièrement intense. Toutefois, même dans le système solaire les effets relativistes sont mesurables: ainsi seule la théorie de la relativité générale permet d'expliquer complètement l'avance du périhélie de Mercure, ce qui est un test historique de la validité de la théorie. Par ailleurs le système GPS doit prendre en compte les effets relativistes, notamment le ralentissement des horloges dans un champ gravitationnel, pour fonctionner avec la précision voulue.